# Supporter

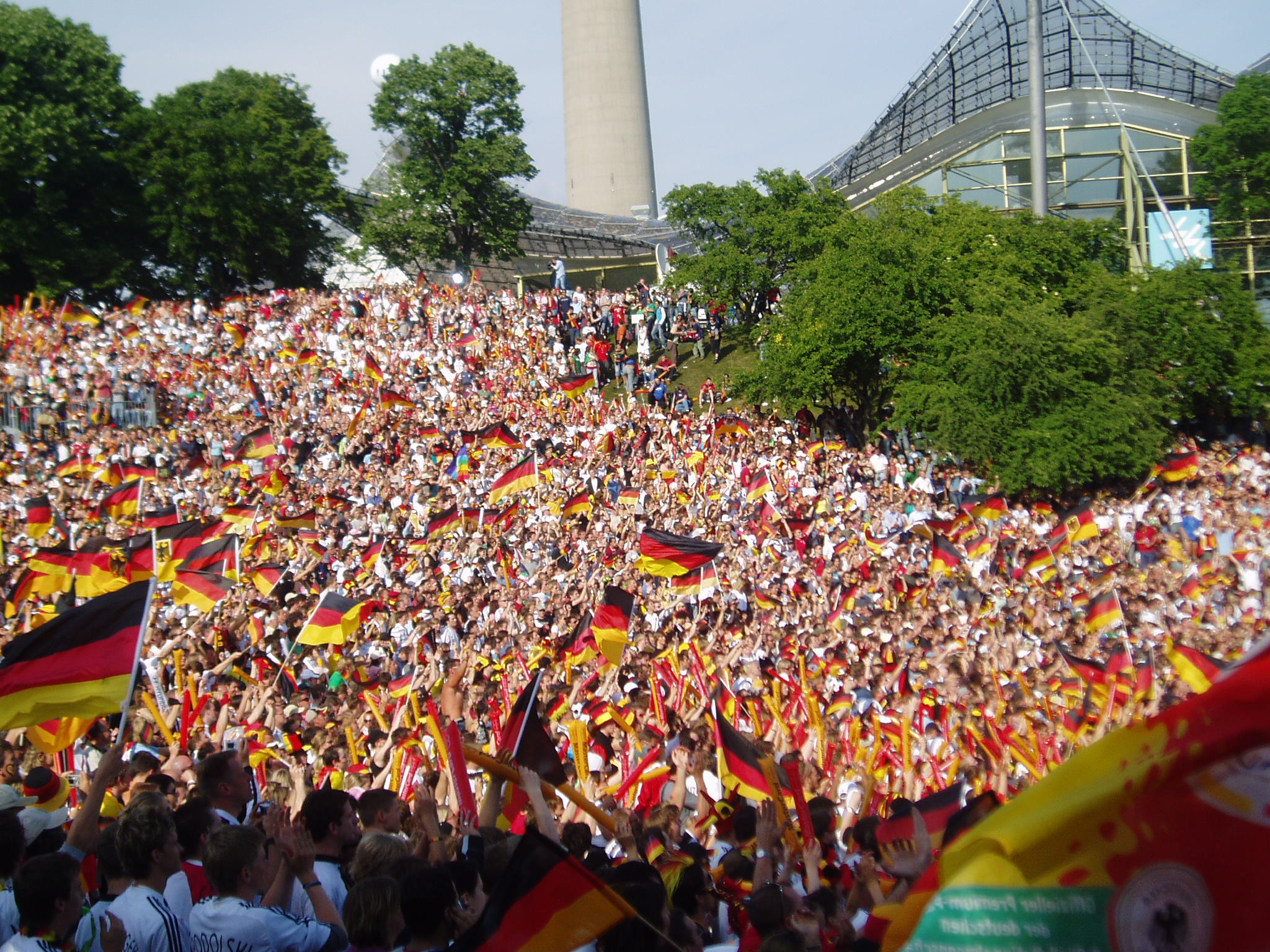
Tyska fotbollssupportrar under Fotbolls-VM 2006.

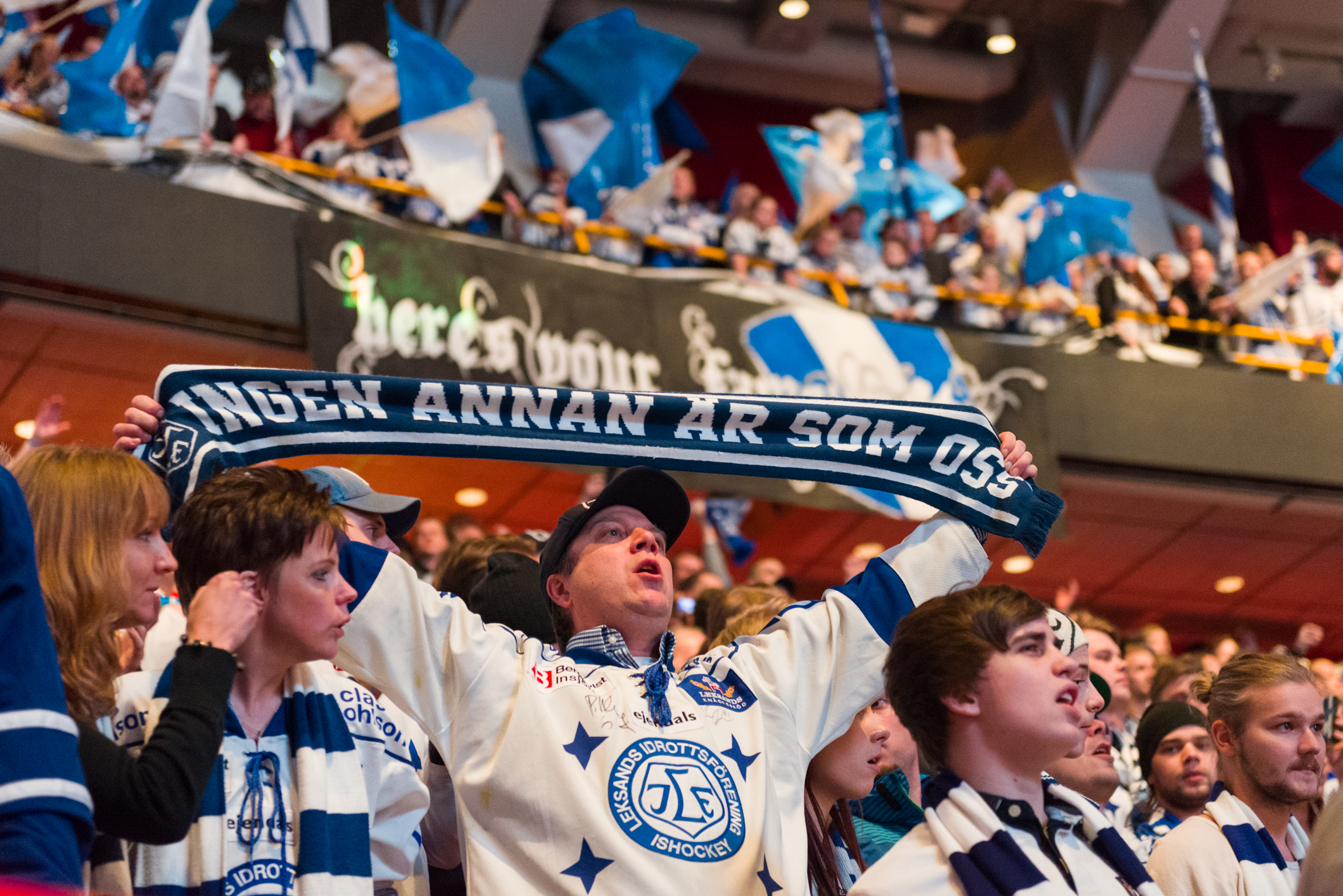
Leksandssupporter under en match 2013.

Supporter är en person som stöder en organisations verksamhet utan att direkt vara en del av den. Begreppet förknippas ofta med någon som har ett stort engagemang för en idrottsförening. En organiserad grupp med supportrar som är hängivna som lag kallas ofta supporterklubb.
Även om ordet fans etymologi i engelskan ursprungligen härstammar från sportentusiaster, exempelvis inom baseball, så kallas oftast inte sportentusiaster i Sverige för fans, utan för supportrar. Begreppet fan i svenskan förknippas oftare med hängivna entusiaster av musikartister, filmer, genrer etc.
En supporter som stöder ett lag när det går bra för laget, men som sviker laget när det går sämre, kallas för medgångssupporter. Dessa struntar i att gå på matcher och gnäller i stället över hur dåligt laget är. Ordet har en negativt laddad ton. Vissa supporterklubbar anklagas ibland av andra klubbar för att vara medgångssupportrar.
Motsatsen kallas motgångssupporter. En sådan stöder sitt lag och går på matcherna oavsett hur det gått för laget tidigare under säsongen och bryr sig inte om vad det är för väder eller vilket lag som är motståndare. Motgångssupportern brukar beskrivas som en person som älskar sitt lag och känner stolthet i sitt engagemang och sin passion.